# 陰差
陰差，也稱為鬼使、鬼差、勾魂使者、拘魂使者，是东亚民間信仰中在地府負責引渡亡魂的差吏。陰差是由閻羅王指派的鬼吏，民間傳奇故事也有「活人陰差」的傳說，陰府在夜間勾召活人灵魂去陰間服役。
華人民間信仰流傳的陰差叫做黑白無常，但地府司法的護法神如謝范將軍、牛馬將軍、枷鎖將軍等，也有扣押亡魂的職能。韓國巫俗中的陰差稱為「監齋使者」（저승사자）或「差使」（차사），差使首領叫做降臨童子，韓國漫畫《與神同行》就是改編自這個民俗傳說。

## 另見
- 死神
- 八家將